# Kuzynka Bietka

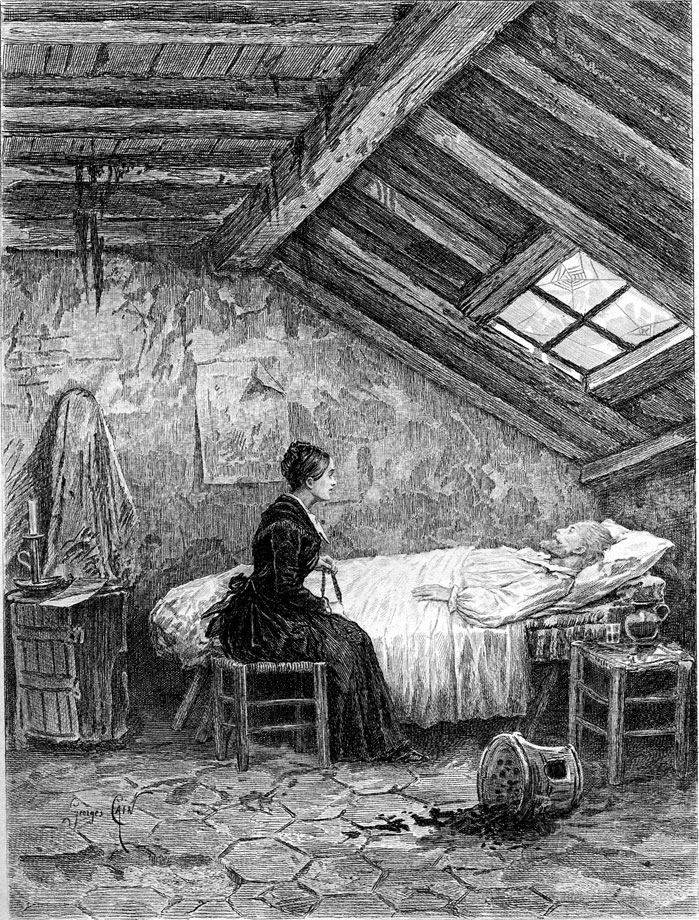

Kuzynka Bietka (oryg. fr. La cousine Bette) – powieść Honoriusza Balzaka z 1846, należąca do dyptyku Ubodzy krewni z cyklu Komedia ludzka. Pierwszy raz została opublikowana w dzienniku Constitutionnel.

## Treść
Elżbieta Fischer, zwana w rodzinie Bietką, pogardzana przez całą rodzinę ze względu na ubóstwo i brzydotę, przyjeżdża do Paryża na prośbę swojej kuzynki Adeliny Hulot. Rozgoryczona z powodu wielu lat upokorzeń, postanawia zemścić się na rodzinie Hulotów. Namawia swoją sąsiadkę, kurtyzanę Walerię Marneffe, by została kolejną kochanką męża Adeliny, starego erotomana Hulota, a następnie, by rzuciła go na rzecz Wacława Steinbocka, polskiego męża Hortensji Hulot (córki Adeliny), dawnego ukochanego Bietki. Sama Bietka jest bliska wyjścia za mąż za brata barona Hulota, marszałka, lecz skandal finansowy z jego udziałem udaremnia te plany. Ruina grozi jednak całej rodzinie, a wysiłki Adeliny Hulot w celu odzyskania choć części straconych pieniędzy nie dają rezultatów, gdyż ta wrażliwa idealistka zupełnie nie rozumie zasad postępowania w wielkim świecie. Tymczasem pani Marneffe zostaje w tajemniczych okolicznościach otruta, a baron Hulot wraca do żony. Szczęście rodzinne pozornie zostaje odzyskane; kuzynka Bietka nie jest w stanie tego przeżyć i umiera, otoczona powszechnym szacunkiem Hulotów, zupełnie nieświadomych jej roli w minionych wypadkach. Powrót barona na łono rodziny jest jednak iluzoryczny – już wkrótce znajduje on sobie nową kochankę, powodując śmierć żony.

## Okoliczności powstania
Kuzynka Bietka należy do dojrzałego okresu twórczości Balzaka. Została napisana w trudnych dla pisarza momentach, po urodzeniu martwego dziecka przez jego ukochaną Ewelinę Hańską i w czasie, gdy przeżywał – po raz kolejny – poważne trudności finansowe. Z tej atmosfery zrodził się pomysł napisania dwuczęściowego dzieła pt. Ubodzy krewni, które miało być poświęcone ludziom odrzuconym i dyskryminowanym przez bogatą rodzinę. W liście do Hańskiej opisywał koncepcję dzieła „o ubogiej krewnej, przytłoczonej obelgami”, której postać, wstępnie wymyślona przez siostrę pisarza Laurę Surville, miała być zainspirowana charakterem matki Balzaka, jego ciotki Rozalii oraz kobiety nazwiskiem Valmore. Ostatecznie dzieło zostało opublikowane w czasopiśmie Constitutionnel w odcinkach w 1845.
Balzak z wyjątkową starannością przygotowywał się do napisania tego utworu. Oparł się nie tylko na własnych doświadczeniach z życia w Paryżu, ale i opisał w dziele wiele autentycznych osób i wydarzeń.

## Cechy utworu
Kuzynka Bietka stanowi najbardziej konsekwentny w Komedii ludzkiej literacki obraz kobiety – niszczycielki. Tytułowa bohaterka nie tylko świadomie konstruuje skomplikowaną intrygę, ale i jako jedyna w pełni rozumie mechanizmy świata wielkiej burżuazji, jest równocześnie reżyserką społecznego dramatu i ofiarą zasad rządzących Paryżem. Psychika kobiety – niszczycielki ma wyraźnie nakreślone źródło w jej wieloletnim odtrąceniu i wyszydzaniu przez rodzinę. Utwór jest jednak przede wszystkim kolejną w Komedii ludzkiej analizą i krytyką obyczajów wielkiego świata, jego zakłamania i zatracenia wszystkich wartości poza ślepym materializmem. Równocześnie Balzak podkreślał zupełnie dosłownie ową wszechwładzę pieniądze – bohaterowie są mniej lub bardziej świadomi zarówno jego potęgi, jak i własnego amoralizmu. Ta wyraźna różnica w konstrukcji utworu w zestawieniu z wcześniejszymi dziełami Balzaka wskazuje ma w zamyśle autora obnażać ewolucję obyczajową epoki, której materializm stale się pogłębiał, ale jest również dowodem słabnięcia wpływów romantyzmu na styl pisania i konstruowania utworów przez powieściopisarza.
Utwór kontrastował nie tylko różne fazy monarchii lipcowej, ale i okres napoleoński z następującym po nim powrotem władzy królewskiej. Porównaniu służyły głównie postacie barona Hulota i sprytnego dorobkiewicza Crevela – fantazja i odwaga pierwszego została silnie skontrastowana z przebiegłością i bezwzględnością drugiego, a podkreśleniu różnic w ich zachowaniu służy w utworze pokazanie, jak różny mają stosunek do miłości. Podczas gdy Hulot poszukuje fizycznego zaspokojenia, wykazując w kolejnych romansach rozrzutność i niepohamowaną żądzę kolejnych kobiet (co sprawiło, że naturaliści bardzo cenili Kuzynkę Bietkę jako analizę erotomanii), Crevel nawiązuje kolejne związki głównie w celu podnoszenia swojej społecznej pozycji. Stanowi to jeden z punktów szczytowych balzakowskiej krytyki amoralizmu i arywizmu swojej epoki.

## Recepcja
Już w trakcie publikacji, zanim do czytelników dotarła całość dzieła, utwór zyskał bardzo pozytywne oceny krytyki. Podkreślała ona głębię refleksji autora, rozmach kompozycyjny powieści, bogactwo bohaterów i zarazem brak sztucznego zadęcia, jakie nieobce było wielu współczesnym twórcom. Również późniejsi krytycy uznali Kuzynkę Bietkę za jedno z lepszych dzieł Komedii ludzkiej, o wybitnych walorach dokumentalnych, powieść łączącą dokładność analizy z ogromną siłą wyrazu. André Maurois nazwał tę powieść „najokrutniejszym i najpiękniejszym zarazem” dziełem Balzaka.

## Ekranizacje
- La cousine Bette, 1927[1]
- La cousine Bette, 1964, reż. Jean Louis Bory, w roli tytułowej Alice Sapritch[2]
- Cousin Bette, 1971, w roli tytułowej Margaret Tyzack[3]
- Cousin Bette, 1998, reż. Des McAnuff, w roli tytułowej Jessica Lange[4]